# Hopkins FBI
Hopkins FBI ist ein Point-and-Click-Adventure-Computerspiel, das von MP Entertainment entwickelt und 1998 von Cryo Interactive Entertainment für Microsoft Windows und Linux veröffentlicht wurde. Es zählt damit zu den ersten kommerziellen Spielen für Linux. Der Linux-Distribution Easy Linux 2000 lag es als Vollversion bei.

## Handlung
Im Intro wird an dem Gewaltverbrecher Bernie Berckson die Todesstrafe vollstreckt. Er entkommt jedoch seiner Hinrichtung. FBI-Agent Hopkins wird zu einem Banküberfall mit Geiselnahme gerufen, an dem er eine Bombe entschärfen muss. Er findet heraus, dass der geflohene Bernie Berckson hinter dem Überfall und zahlreichen Morden steckt.

## Zensur
Es erschien auch eine Fassung ab 16 Jahren, in denen bei zahlreichen Mordszenen ausgeblendet wird.

## Rezeption
Hopkins FBI sehe optisch stark veraltet aus. In den zahlreichen sehr brutalen Zwischensequenzen werde die Grenze des guten Geschmacks deutlich überschritten. Die Altersfreigabe ab 18 sei angemessen. Der Hintergrund müsse mühsam nach Sammelgegenständen abgesucht werden. Die bizarre Hintergrundgeschichte sei gar nicht mal so schlecht, wobei der hohe Gewaltgrad überflüssig erscheine. Die Steuerung sei umständlich und nervig. Bei den Rätseln werde viel Potenzial verschenkt, da diese unlogisch aufgebaut seien und der Spieler in Sackgassen geraten könne. Die deutschen Untertitel seien schlecht übersetzt.